# The Gunilla Show
The Gunilla Show var ett svenskt webb-tv-program med hollywoodfrun Gunilla Persson som programledare. I programmet medverkade även Paradise Hotel-vinnaren Sanel Dzubur som bisittare. Programmet hade premiär på Viafree och Viaplay under hösten 2017 och sändes i två säsonger.

## Säsonger

### Säsong 1 (2017)
| Avsnitt | Gäster          | Innehåll                                                                           | Speltid    |
| ------- | --------------- | ---------------------------------------------------------------------------------- | ---------- |
| 1       | -               | Vad händer under säsongen, storbråket i Hollywoodfruarna och provsmakar champagne. | 14 minuter |
| 2       | -               | Påstående om Gunilla, katten Tusse och knarkande barn.                             | 13 minuter |
| 3       | -               | Vad Gunilla tycker om Paradise Hotel.                                              | 14 minuter |
| 4       | -               | Förbjuden kärlek, golf och provsmakar kaviar.                                      | 13 minuter |
| 5       | -               | Mobbing, kuddar och improvisation.                                                 | 16 minuter |
| 6       | -               | Svek och choklad.                                                                  | 12 minuter |
| 7       | -               | Matlagning och doftljus.                                                           | 14 minuter |
| 8       | Robert Aschberg | Tillbakablickar från säsongen.                                                     | 16 minuter |

### Säsong 2 (2018)
| Avsnitt | Gäster                           | Innehåll                                    | Speltid    |
| ------- | -------------------------------- | ------------------------------------------- | ---------- |
| 1       | Daniel Redgert & Margaux Dietz   | Att vara influerare och förälder            | 23 minuter |
| 2       | Martin Mellin & Alexander Nilson | Matlagning                                  | 20 minuter |
| 3       | Frans (Tramsfrans) Strandberg    | Kändisskap och katastrofer                  | 20 minuter |
| 4       | Dogge Doggelito                  | Uppträdande                                 | 25 minuter |
| 5       | Niklas Holmgren                  | Fotboll                                     | 24 minuter |
| 6       | Richard Jarnhed                  | Skådespeleri                                | 26 minuter |
| 7       | -                                | Nattklubb och katter                        | 28 minuter |
| 8       | Johan Hurtig                     | Mode                                        | 25 minuter |
| 9       | Samir Badran                     | Inspelningen av Realitystjärnorna på godset | 32 minuter |
| 10      | -                                | Tillbakablickar från säsongen.              | 18 minuter |